# Euparyphium melis
Famille
Euparyphium melis est un trématode de la famille des Echinostomatidae.

## Hôtes
Euparyphium melis est connue pour parasiter le chien et le chat. Il infecte également les petits mammifères prédateurs comme le Renard roux (Vulpes vulpes), le Raton laveur (Procyon lotor) ou le Vison d'Europe (Mustela lutreola)